# Mangal Pandey
Mangal Pandey (Ausspracheⓘ; Hindi: मंगल पांडे, Maṅgal Pāṇḍe; * 1831 im Dorf Nagwa, Avadh; † 8. April 1857 in Barakpur, Bengalen) wird in Indien gemeinhin als erster Unabhängigkeitskämpfer gegen die britische Kolonialherrschaft und daher als Märtyrer (Hindi: Shahid) betrachtet.

## Aufstand in Barakpur
Mangal Pandey war Soldat im 34. Regiment der Bengal Native Infantry (BNI). Noch vor Beginn des eigentlichen Sepoy-Aufstands revoltierte Mangal Pandey gegen die koloniale Macht und rief seine Kameraden zum Aufstand gegen die Kolonialherren auf. Am 29. März 1857 attackierte und verwundete er, von Bhang berauscht und völlig außer sich, in Barakpur nahe Kolkata seine britischen Vorgesetzten, einen Regiments-Adjutanten im Leutnantsrang und einen Sergeant-Major. Die Kameraden, bis auf einen muslimischen Soldaten namens Shaikh Paltu, verweigerten den Befehl, Mangal Pandey festzunehmen oder den britischen Offizieren zu helfen, verhielten sich insgesamt jedoch abwartend, obwohl Mangal Pandey sie in derben Ausdrücken als Feiglinge beschimpfte.
Als sich seiner Revolte aus seinem Regiment niemand anschloss, versuchte Mangal Pandey sich mit seinem Gewehr selbst zu erschießen. Er konnte jedoch schwer verwundet gerettet werden. Ein britisches Militärgericht verurteilte ihn in einem Schnellverfahren zum Tode durch Hängen, das Urteil wurde am 8. April 1857 in Barakpur vollstreckt.
Hintergrund von Pandays Attacke war neue Munition, die für das im selben Jahr eingeführte Enfield P-53 Rifle verwendet wurde. Es gab Gerüchte, dass diese Patronen Schmiermittel aus Tierfett enthielten. Dieses Tierfett stammte angeblich hauptsächlich von Schweinen und Kühen. Kühe sind im Hinduismus heilige Tiere, Schweineprodukte werden von gläubigen Moslems nicht konsumiert. Da die BNI hauptsächlich aus Angehörigen dieser beiden Religionsgemeinschaften bestanden, waren Konflikte somit vorbestimmt.
Ein unmittelbarer Vorgesetzter Pandeys, Ishari Pandey, wurde am 22. April 1857 ebenfalls gehängt, weil er die Ausführung des Befehls, Mangal Pandey am 28. März desselben Jahres festzunehmen bzw. auf ihn zu schießen, ignoriert hatte. Die Verwicklung zweier offenbar nicht verwandter Soldaten gleichen Namens führte dazu, dass die späteren Meuterer der BNI von den britischen Soldaten kollektiv als „Pandies“ bezeichnet wurden. Pandey ist ein häufiger Nachname aus der Kaste der Brahmanen in Nordindien. Die BNI (Bengal Native Infantry) rekrutierte – trotz ihres Namens – ihre Soldaten zumeist aus Nordindien, insbesondere aus Awadh, und nicht aus Bengalen.
Mangal Pandeys Ansprache an seine Kameraden lässt die Vermutung zu, dass eine breitere Revolte geplant war, die gerade dadurch verhindert wurde, dass er in Aufregung zu früh handelte und seine Kameraden noch nicht auf einen offenen Konflikt vorbereitet waren. Der kollektive Ungehorsam wurde mit der Auflösung des 34. Regiments der BNI geahndet. Shaikh Paltu, der einzige Retter britischer Offiziere, wurde für seine Loyalität ausgezeichnet und stieg nach Pandeys Hinrichtung zum Posten des Jamadars in der BNI auf; kurz darauf und einige Tage vor der Auflösung seines Regiments wurde er jedoch von seinen Kameraden in eine Falle gelockt und umgebracht.

## Künstlerische und literarische Verarbeitung der Geschichte Mangal Pandeys
Ende 2005 kam der Film The Rising – Aufstand der Helden in die Kinos. In dem Bollywood-Film von Ketan Mehta spielt Aamir Khan den Rebellen Mangal Pandey. Da wenig über Mangal Pandeys tatsächlichen Lebenslauf bekannt ist, orientiert sich der Film hauptsächlich an dem oben geschilderten Ereignis. Andere Nebengeschichten im Film sind daher dramatisiert und stellen teilweise nur Fiktion dar, so z. B. die Verfilmung seiner angeblichen Liebe/Hochzeit mit einer Prostituierten. Wegen dieser „Tatsachenverfälschung“ gab es in der Heimatregion Pandeys in Uttar Pradesh Proteste gegen diese „Verleumdung“ eines Helden.
Mangal Pandey spielt auch eine Nebenrolle in dem Roman Zähne zeigen (engl. „White Teeth“) der britischen
Autorin Zadie Smith, der 2000 veröffentlicht wurde und zum internationalen Bestseller geworden ist.
Einer der beiden Protagonisten der Geschichte, der indischstämmige Brite Samad Iqbal,
bezeichnet sich selbst als direkter Nachkomme von Pandey, dessen Geschichte im Roman ausführlich berichtet
wird.

## Erinnerung

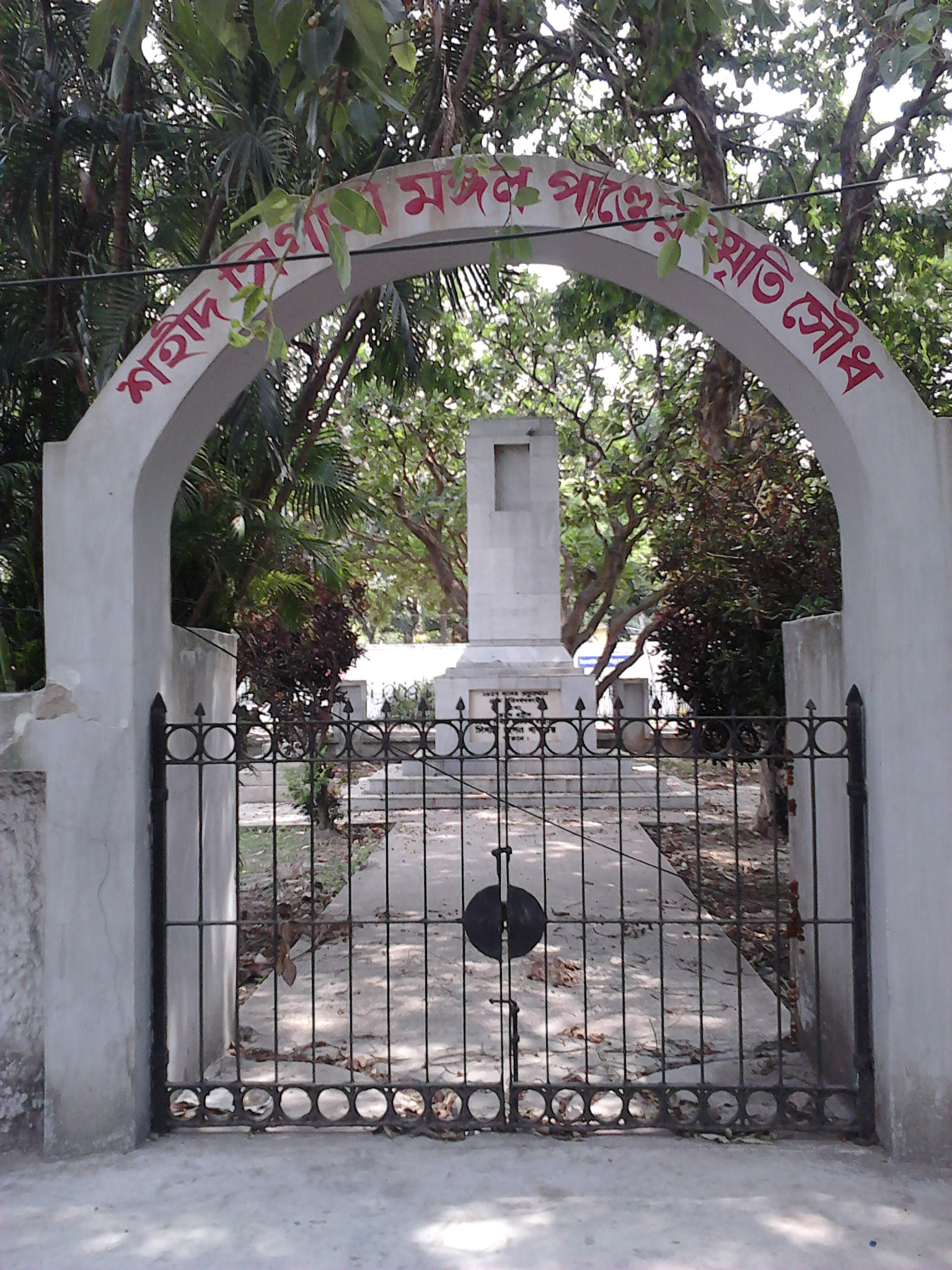
Kenotaph Mangal Pandeys im Mangal Pandey Park

### Briefmarke
Am 5. Oktober 1984 brachte die indische Post zu Ehren Pandeys eine Briefmarke heraus.

### Mangal Pandey Park
Nach ihm ist der Park  'Sahid Mangal Pandey Udyan' benannt. Dieser ist an der Stelle errichtet worden, wo er gehängt wurde.